# Marcel Landowski
Pour les articles homonymes, voir Landowski.
Marcel Landowski est un compositeur français, né le 18 février 1915 à Pont-l'Abbé (Finistère) et mort le 23 décembre 1999 à Paris 4e. Nommé en 1966 « directeur de la Musique » par le ministre de la Culture André Malraux, il donne une organisation nationale à l'enseignement de la musique et de la danse, notamment en réformant les conservatoires.

## Biographie

### Carrière musicale
Marcel Landowski naît le 18 février 1915 à Pont-l'Abbé (Finistère). Il est le fils du sculpteur Paul Landowski. Il montre très jeune d'évidentes dispositions pour la musique et prend des leçons de piano avec Marguerite Long. Il entre au Conservatoire de Paris en 1935, où il compose ses premières pièces et travaille la direction d'orchestre avec Pierre Monteux. Une autre rencontre déterminante sera celle du compositeur Arthur Honegger dont l'influence se ressentira dans plusieurs de ses œuvres.
Il a écrit cinq symphonies et une dizaine de concertos pour divers solistes. Il donna souvent un sous-titre à ses œuvres montrant son inspiration poétique.
De 1970 à 1975, ses responsabilités ne lui laissent plus le temps de composer ; il reprit alors en écrivant un concerto et un oratorio.

### Carrière administrative
De 1962 à 1965, il est directeur de la musique de la Comédie-Française. En 1966, il est nommé par André Malraux à la tête d'un Service qui deviendra l'année suivante la Direction de la musique, de l'art lyrique et de la danse au Ministère des Affaires Culturelles. De ce point de vue, il devient le premier directeur de la musique en France (depuis Jean-Baptiste Lully), fonction qu'il exercera jusqu'en 1975. Landowski est choisi parce qu'il propose un plan pour le renouveau des structures musicales en France et en particulier celles de province pour répondre aux fortes demandes alors des milieux musicaux de la musique classique, de l'art lyrique et de l'enseignement spécialisé musical.
Ce plan fut appelé « plan décennal pour la musique » car Landowski compte doter, en une dizaine d'années, chaque région française au moins d'un orchestre, d'un opéra et d'un conservatoire national de région. Il s’attèle à la création de l'orchestre de Paris en 1967 en transformant l'Orchestre de la Société des concerts du Conservatoire, qu'il préféra aux deux autres associations orchestrales parisiennes, Colonne et Lamoureux. Le nouvel orchestre fut conçu sur le modèle des orchestres régionaux, en convention avec la Ville de Paris. Il confia la direction du nouvel orchestre à Charles Munch. La modernisation de l'enseignement dans les conservatoires, la mise en place de grands orchestres de régions, de classes à horaires aménagés pour la danse et pour la musique furent possibles car la direction fut dotée (et Marcel Landowski en plein accord avec Malraux) de moyens croissants pour financer ce plan. La philosophie de son action était de réaliser cette modernisation en coopération avec les collectivités locales en particulier les grandes villes comme Bordeaux, Lille, Lyon, Strasbourg, Toulouse, etc. qui signèrent des conventions grâce auxquelles l'État apportait environ un tiers du nouveau budget de fonctionnement d'un orchestre régional ou d'un opéra régional (mais seulement 10 à 15% au départ du budget d'un conservatoire national de région ou d'une école nationale de musique (au niveau départemental). Cette réorganisation de la vie musicale à l'échelle nationale s'accompagna aussi par une modernisation des équipements (salles de concerts, théâtres etc.)
En 1975, il est nommé inspecteur général de la musique et directeur des Affaires culturelles de la ville de Paris de 1977 à 1979,.
En 1977, Michel Guy lui confie le soin de créer un Centre national de la musique et de la danse, établissement public qui devait être chargé du soutien à la filière musicale, au moyen notamment du produit d'une taxe sur les bandes magnétiques et les magnétophones. Selon Marcel Landowski, qui devait présider l'établissement après sa création, les réticences de l'administration du ministère de la culture et les divisions  au sein des professionnels eurent raison de ce projet qui n'a finalement vu le jour que quarante ans plus tard avec le Centre national de la musique créé le 1er janvier 2020.
Conseiller municipal de Boulogne-Billancourt durant deux mandats de Georges Gorse, il veille au développement du conservatoire municipal (dont il est le directeur), aujourd'hui « à rayonnement régional », et y nomme en 1972 directeur Alain Louvier, tout juste lauréat du prix de Rome. Il a été Secrétaire perpétuel de l'Académie des Beaux-Arts, où il est entré en 1975, puis Chancelier de l'Institut de France.
Il a été président de la Fondation Maurice Ravel, succédant à Emmanuel Bondeville. Il fut remplacé dans cette fonction par Manuel Rosenthal.
Il a fondé en 1991 l'association Musique nouvelle en liberté.
Il meurt le 23 décembre 1999 d'un cancer à l'âge de 84 ans,.

## Style
Le langage musical de Marcel Landowski est d'inspiration tonale. Le compositeur a toujours été opposé au sérialisme. Son langage est subordonné à des préoccupations humanistes et philosophiques héritées de son père, inséparables de son engagement politique pour l'éducation artistique de la jeunesse. Respectueux des formes classiques, il donne le meilleur de lui-même dans ses œuvres orchestrales et vocales, nourries d'une méditation sincère sur les pièges du matérialisme et de l'intolérance. C'est peut-être dans l'opéra Montségur et dans la Messe de l'Aurore que Landowski s'est exprimé avec le plus de force. Il reconnaissait lui-même à sa musique une certaine mélancolie, une expression de joie impossible.

## Famille
Marcel Landowski est le fils du sculpteur d'origine polonaise Paul Landowski. Par sa grand-mère paternelle, il est l'arrière-petit-fils du compositeur Henri Vieuxtemps. Il est le frère de la peintre Nadine Landowski (1908–1944) ainsi que de la pianiste et peintre Françoise Landowski-Caillet (1917–2007).
Il est le petit-fils de Jean Cruppi, député puis sénateur, et de Louise Cruppi, féministe, musicienne, femme de lettres et petite-fille d'Adolphe Crémieux.
Avec sa femme Jacqueline Potier-Landowski (1917-2012), pianiste réputée, Marcel Landowski eut trois enfants : Manon, danseuse de ballet, chanteuse et comédienne ; Marc, architecte et artiste peintre né en 1945 et Anne, nommée entre autres directeur de la musique et de la danse au ministère de la Culture,.

## Musicographie
- 1940 : Concerto no 1 pour piano
- 1944-1948 : Le Rire de Niels Halerius.
- 1949 : Symphonie no 1 « Jean de la Peur ».
- 1954 : Concerto pour ondes Martenot et orchestre à cordes.
- 1956 : Le Fou, opéra.
- 1960 : les Adieux, drame lyrique en un acte et un tableau
- 1962 : Opéra de poussière.
- 1962 : Les Notes de nuit.
- 1963 : Concerto no 2 pour piano
- 1963 : Symphonie no 2.
- 1964 : Symphonie no 3 Des Espaces.
- 1968 : Concerto pour flûte
- 1973 : Le Triomphe du Petit Poucet pour accordéon de concert.
- 1975-76 : Concerto pour trompette
- 1977 : Messe de l'Aurore, oratorio sur un poème de Pierre Emmanuel
- 1979 : Un enfant appelle, composé pour le violoncelliste Mstislav Rostropovitch et sa femme, la soprano Galina Vichnevskaïa.
- 1982 : L'Horloge, poème symphonique.
- 1985 : Montségur, opéra.
- 1987 : La Vieille Maison, conte musical en 2 actes et 11 tableaux.
- 1988 : Symphonie no 4, en cinq mouvements
- 1990 : La Sorcière du placard aux balais, enregistré avec le chœur des enfants du conservatoire de Boulogne-Billancourt.
- 1991 : Adagio Cantabile pour hautbois, cor anglais, percussion et cordes.
- 1993 : Le Silence, pour voix et orgue sur un poème de Rainer Maria Rilke.
- 1995 : L'Interrogation, quatuor à cordes.
- 1998 : Symphonie no 5, Les Lumières de la nuit

## Filmographie partielle
On lui doit aussi des musiques de films :
- 1934 : On demande une brute de Charles Barrois (court métrage)
- 1943 : L'Homme de Londres d'Henri Decoin
- 1948 : Gigi de Jacqueline Audry, d’après la nouvelle de Colette,
- 1948 : Sombre dimanche de Jacqueline Audry,
- 1948 : Premier Prix du conservatoire de René Guy-Grand,
- 1949 : La Lanterne des morts de  Jacques de Casembroot,
- 1950 : Chéri de Pierre Billon d’après le roman de Colette,
- 1950 : La Rue sans loi de Marcel Gibaud
- 1950 : La Passante de Henri Calef,
- 1951 : Mammy de Jean Stelli
- 1951 : La Vie de Jésus de Marcel Gibaud
- 1954 : Crime au concert Mayol   de Pierre Méré
- 1955 : Boulevard du crime de René Gaveau
- 1956 : Alerte au Deuxième Bureau de Jean Stelli
- 1956 : Opération Tonnerre de Gérard Sandoz
- 1957 : Deuxième Bureau contre inconnu de Jean Stelli
- 1958 : Rapt au Deuxième Bureau de Jean Stelli
- 1959 : Minute papillon de Jean Lefèvre

## Hommage
- Passage Marcel-Landowski (Paris)